# Anthony Martial
Anthony Jordan Martial (Massy, 5 dicembre 1995) è un calciatore francese, attaccante dell'AEK Atene. Con la nazionale francese è diventato vicecampione d'Europa nel 2016 e ha vinto la UEFA Nations League 2020-2021.

## Biografia
Ha due fratelli maggiori, anch'essi calciatori professionisti: Dorian e Johan.

## Caratteristiche tecniche
Punta centrale, può giocare anche come ala destra o sinistra. È paragonato a Thierry Henry, per via 
delle stesse origini (entrambi provengono dalla Guadalupa), per aver giocato sia nelle giovanili del Club Omnisports des Ulis sia nel Monaco e per lo stile di gioco e la rapidità.

## Carriera

### Club

#### Gli inizi, Olympique Lione
Nella stagione 2012-2013, con il Lione, ha esordito da calciatore professionista alla 23ª giornata di campionato, il 3 febbraio 2013, contro l'Ajaccio (perso 3-1), dove entra al 79' e rimedia un'ammonizione. Inoltre gioca una partita di Europa League durante la stagione, dove affronta l'Hapoel Shmona (vinto 2-0), entrando all'80'.
Totalmente gioca 4 partite con l'Olympique Lione, senza andare a segno.

#### Monaco
Il 14 luglio 2013 passa al Monaco per 5 milioni di euro, firmando un contratto di tre anni. L'esordio nella stagione 2013-2014 avviene il 30 ottobre 2013, nel match di Coupe de la Ligue perso contro il Reims 1-0, entrando al 75'. Invece l'esordio in campionato avviene contro il Nantes, match vinto 1-0 allo Stade de la Beaujoire. Il suo primo gol con i monegaschi avviene la giornata successiva, contro il Rennes, match vinto 2-0.
L'anno successivo sulla panchina monegasca vi è Leonardo Jardim, e l'inizio stagione è difficile per Martial che alla terza giornata di campionato subentra a Lucas Ocampos al 61' minuto per poi essere sostituito appena 27 minuti dopo da Yannick Carrasco. Caduto nel dimenticatoio viene ripescato dal tecnico portoghese alla nona giornata di campionato quando segna il suo primo gol stagionale contro i campioni di Francia del Paris Saint Germain in extremis al 92' minuto consegnando alla squadra del principato un punto fondamentale per morale e classifica. Fa il suo esordio in UEFA Champions League nella sfida tra Monaco e Benfica, partita pareggiata 0-0 e valida per la terza giornata della fase a gruppi.
A partire dal mese di gennaio la stagione del giovane calciatore sale di livello, trovando il goal in Coupe de la Ligue contro l'EA Guingamp, in Coupe de France contro l'Évian Thonon Gaillard e contro Stade Rennais. Torna al gol in Ligue 1 alla 28ª giornata sul campo dell'Évian Thonon Gaillard. Martial mette a segno la prima doppietta della stagione la giornata seguente, allo Stadio Louis II contro il Bastia. Arriveranno altri tre goal contro Reims, Saint-Étienne e Caen.

#### Manchester Utd e Siviglia

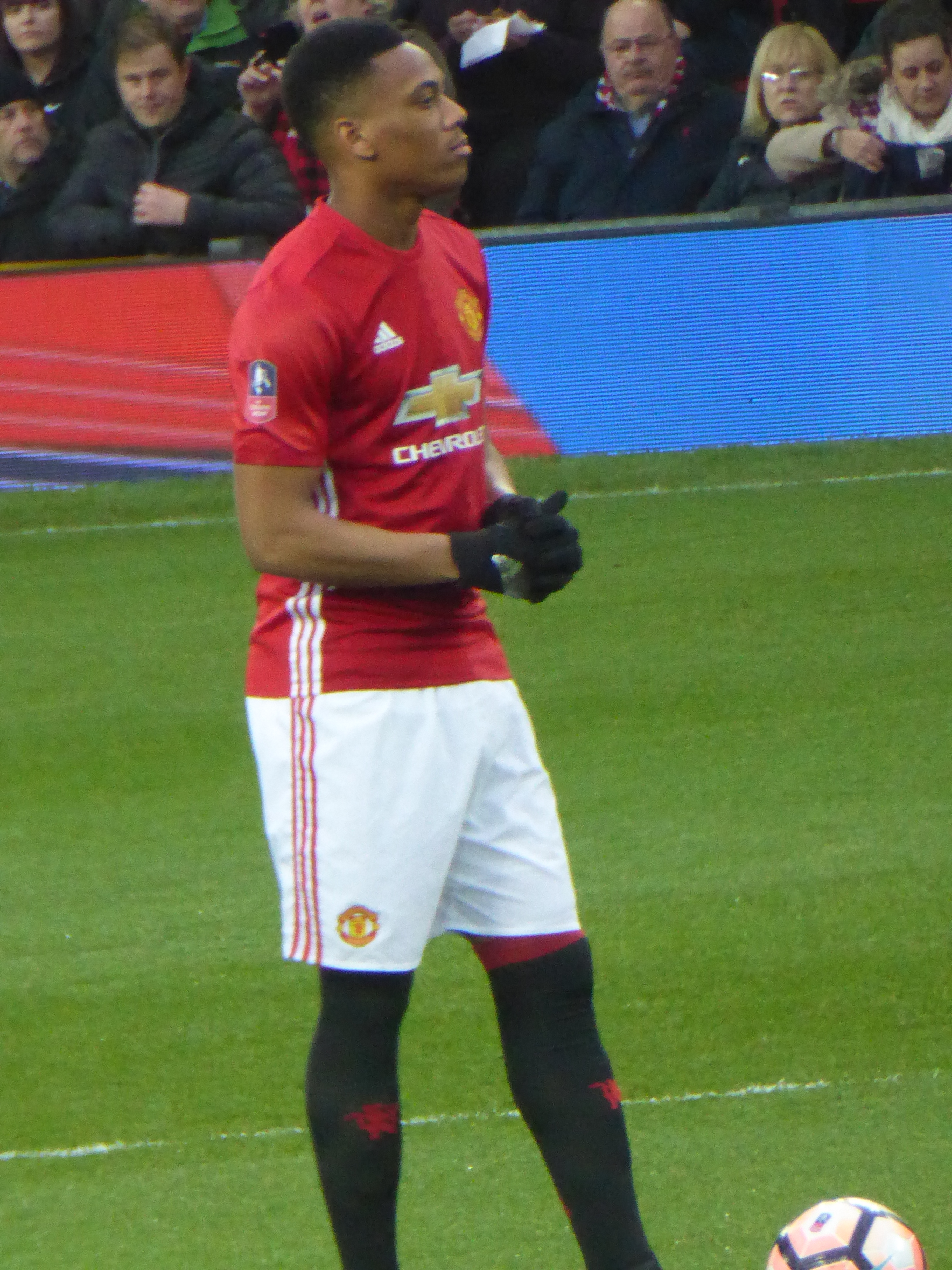
Martial nel Manchester United nel 2017

Il 31 agosto 2015 viene acquistato dal Manchester United per 50 milioni di euro più altri 30 legati ai bonus, cifra che lo rende il diciannovenne più costoso della storia del calcio. Esordisce in Premier League il 12 settembre successivo, con la maglia numero 9, andando anche a segno nella sfida vinta per 3-1 contro il Liverpool. Per la stagione 2015-2016, il giocatore si rende protagonista di ottime prestazioni, riuscendo a raggiungere la doppia cifra di marcature in campionato grazie ad una doppietta siglata ai danni del West Ham, match che si concluderà 3-2 per i londinesi.
Pur avendo la possibilità di diventare una stella di punta del team, Martial vede il suo posto di centravanti sottratto dal neo-acquisto del Manchester per la stagione 2016-2017, ovvero lo svedese Zlatan Ibrahimović, che arriva il 1º luglio 2016 al club inglese dopo la scadenza di contratto con i francesi del Paris Saint-Germain, ritrovando il suo allenatore ai tempi dell'Inter, José Mourinho. Complice anche la predilezione del tecnico per l'attaccante svedese, Martial viene spesso relegato alla panchina, e riesce a fatica ad andare a rete ed addirittura a giocare interamente delle partite di campionato. Il francese, inoltre, manifesta sin da subito disappunto nei confronti della società, che decide di togliergli il numero 9 per cederlo a Ibrahimović stesso, dando a Martial il numero 11. Il 23 aprile 2017 segna il suo 25º gol con i Red Devils nella partita di campionato vinta 2-0 contro il Burnley, facendo così scattare il bonus di 10 milioni di euro a favore del Monaco previsto nel suo contratto al raggiungimento di questo traguardo.
Il 25 gennaio 2022 passa in prestito al Siviglia fino alla fine della stagione. Rientrato dal prestito si accasa nuovamente al Manchester United, dove rimane fino al 30 giugno 2024, a scadenza del proprio contratto.

#### AEK Atene
Il 18 settembre 2024, rimasto svincolato, firma un accordo con l'AEK Atene.

### Nazionale

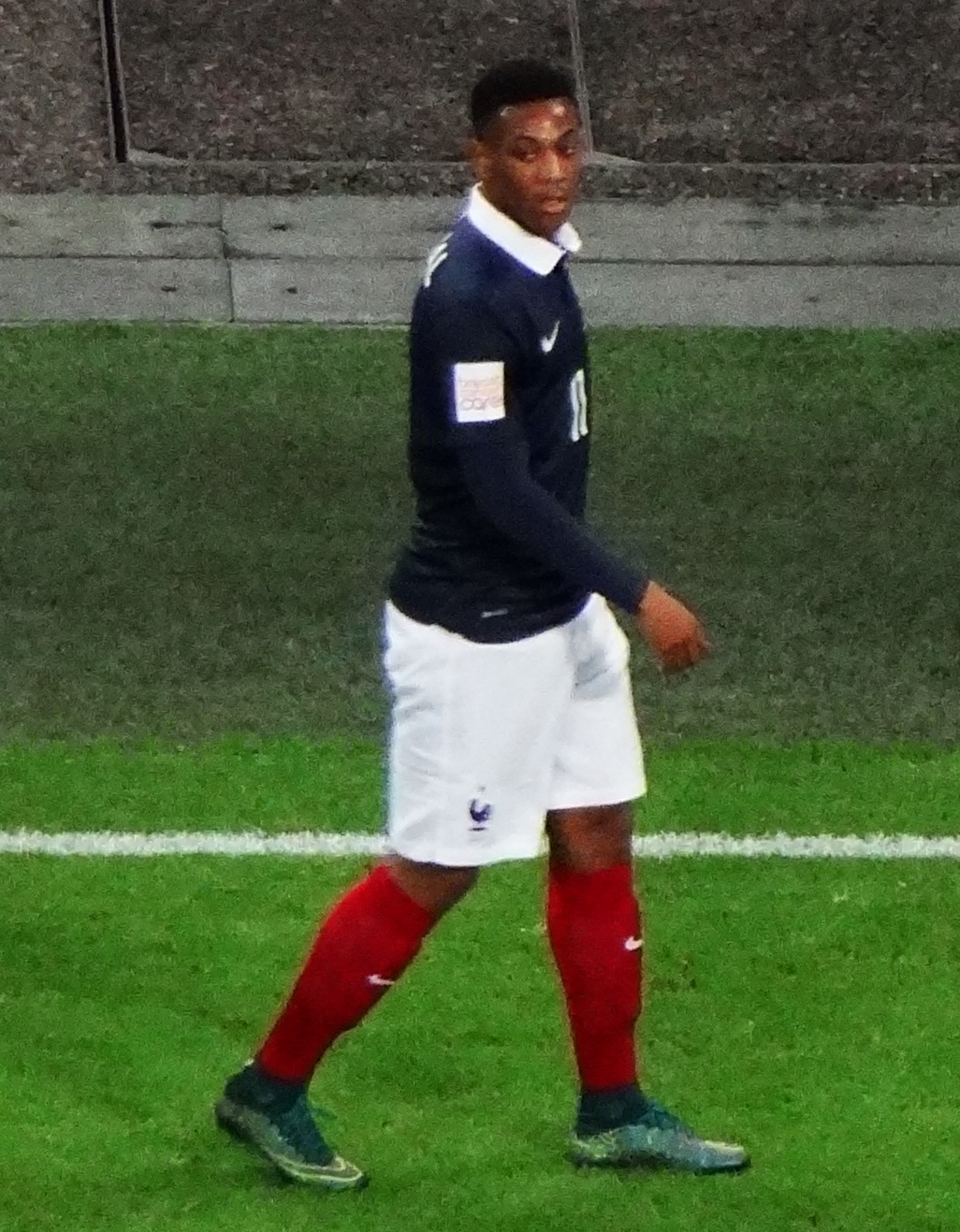
Martial in nazionale nel 2015

#### Nazionali giovanili
Viene convocato dalla Nazionale francese Under-16 contro la Svizzera (2-2), nello Stadio de la Fontenette (Svizzera), dove gioca da titolare.
Viene poi convocato dalla nazionale Under-17, nell'amichevole persa 2-1 in casa contro l'Inghilterra, giocando tutti i minuti e mettendo a segno il momentaneo 1-1. Ciò si ripete anche nei preliminari dell'Europei U17 2012, contro la Svizzera (vinta 2-1). Invece fa il suo primo gol nel campionato europeo di calcio Under-17 avviene il 4 maggio 2012 contro l'Islanda (pareggiata 2-2), entrando al 53º minuto.
Viene quindi chiamato dalla Nazionale Under-18 per l'amichevole vinta 4-1 in Austria contro l'Austria, dove fa anche un gol. Sigla la sua prima doppietta in questa nazionale il 22 marzo 2013 al MEP-Arena contro la Germania, match vinto 3-2.
Viene scelto dal CT della nazionale Under-19 per disputare gli Europei di categoria 2013, dove l'esordio arriva contro la Georgia, match pareggiato 0-0. Gioca tutte le partite con la Nazionale, che arriva in finale, perdendola 1-0 contro la Serbia Under-18.
Nello stesso anno viene convocato dalla Nazionale Under-21, guidata da Willy Sagnol, per disputare l'amichevole pareggiata 0-0 contro la Germania, dove entra al 52'. Inoltre viene convocato per gli Europei di categoria 2013, dove l'esordio avviene con un gol e un assist contro il Kazakistan, match poi vinto 5-0.

#### Nazionale maggiore
Il 4 settembre 2015 esordisce con la nazionale maggiore, in un'amichevole contro il Portogallo. Viene convocato per gli Europei 2016 in Francia, dove scende in campo in tre partite, compresi gli ultimi 10 minuti della finale persa dai Bleus ai tempi supplementari contro il Portogallo.
Il 1º settembre 2016 mette a segno il suo primo goal con la maglia della nazionale transalpina, andando a segno nella vittoria per 3-1 dei Galletti a Bari sull'Italia.
Viene escluso sia dalla rosa del Mondiale di Russia, sia dalle convocazioni per la Nations League e per le qualificazioni a Euro 2020. Torna tra i convocati nell'agosto 2020.
Dopo non essere stato incluso nella rosa per Euro 2020, il 4 settembre 2021 va a segno nel pareggio per 1-1 contro l'Ucraina 5 anni dopo l'ultima rete (ovvero quella realizzata contro l'Italia nel 2016). Non viene incluso nella rosa per i Mondiali 2022.

## Statistiche

### Presenze e reti nei club
Statistiche aggiornate al 6 giugno 2025.
| Stagione                 | Squadra                  | Campionato               | Campionato | Campionato | Coppe nazionali | Coppe nazionali | Coppe nazionali | Coppe continentali | Coppe continentali | Coppe continentali | Altre coppe | Altre coppe | Altre coppe | Totale | Totale |
| Stagione                 | Squadra                  | Comp                     | Pres       | Reti       | Comp            | Pres            | Reti            | Comp               | Pres               | Reti               | Comp        | Pres        | Reti        | Pres   | Reti   |
| ------------------------ | ------------------------ | ------------------------ | ---------- | ---------- | --------------- | --------------- | --------------- | ------------------ | ------------------ | ------------------ | ----------- | ----------- | ----------- | ------ | ------ |
| 2012-2013                | Olympique Lione          | L1                       | 3          | 0          | CF+CdL          | 0               | 0               | UEL                | 1                  | 0                  | -           | -           | -           | 4      | 0      |
| 2013-2014                | Monaco                   | L1                       | 11         | 2          | CF+CdL          | 3+1             | 0               | -                  | -                  | -                  | -           | -           | -           | 15     | 2      |
| 2014-2015                | Monaco                   | L1                       | 35         | 9          | CF+CdL          | 3+3             | 2+1             | UCL                | 7                  | 0                  | -           | -           | -           | 48     | 12     |
| ago. 2015                | Monaco                   | L1                       | 3          | 0          | CF+CdL          | 0               | 0               | UCL                | 4                  | 1                  | -           | -           | -           | 7      | 1      |
| Totale Monaco            | Totale Monaco            | Totale Monaco            | 49         | 11         |                 | 10              | 3               |                    | 11                 | 1                  |             | -           | -           | 70     | 15     |
| 2015-2016                | Manchester Utd           | PL                       | 31         | 11         | FACup+CdL       | 7+2             | 2+1             | UCL+UEL            | 6+3                | 2+1                | -           | -           | -           | 49     | 17     |
| 2016-2017                | Manchester Utd           | PL                       | 25         | 4          | FACup+CdL       | 3+3             | 1+2             | UEL                | 10                 | 1                  | CS          | 1           | 0           | 42     | 8      |
| 2017-2018                | Manchester Utd           | PL                       | 30         | 9          | FACup+CdL       | 4+3             | 0+1             | UCL                | 8                  | 1                  | SU          | 0           | 0           | 45     | 11     |
| 2018-2019                | Manchester Utd           | PL                       | 27         | 10         | FACup+CdL       | 2+1             | 1+0             | UCL                | 8                  | 1                  | -           | -           | -           | 38     | 12     |
| 2019-2020                | Manchester Utd           | PL                       | 32         | 17         | FACup+CdL       | 5+4             | 1+1             | UEL                | 7                  | 4                  | -           | -           | -           | 48     | 23     |
| 2020-2021                | Manchester Utd           | PL                       | 22         | 4          | FACup+CdL       | 4+2             | 0+1             | UCL+UEL            | 5+3                | 2+0                | -           | -           | -           | 36     | 7      |
| 2021-gen. 2022           | Manchester Utd           | PL                       | 8          | 1          | FACup+CdL       | 0+1             | 0               | UCL                | 2                  | 0                  | -           | -           | -           | 11     | 1      |
| gen.-giu. 2022           | Siviglia                 | PD                       | 9          | 0          | CR              | 0               | 0               | UEL                | 3                  | 1                  | -           | -           | -           | 12     | 1      |
| 2022-2023                | Manchester Utd           | PL                       | 21         | 6          | FACup+CdL       | 2+3             | 0+2             | UEL                | 3                  | 1                  | -           | -           | -           | 29     | 9      |
| 2023-2024                | Manchester Utd           | PL                       | 13         | 1          | FACup+CdL       | 0+2             | 0+1             | UCL                | 4                  | 0                  | -           | -           | -           | 19     | 2      |
| Totale Manchester United | Totale Manchester United | Totale Manchester United | 209        | 63         |                 | 48              | 14              |                    | 59                 | 13                 |             | 1           | 0           | 317    | 90     |
| 2024-2025                | AEK Atene                | SL                       | 19         | 7          | CG              | 4               | 2               | UECL               | -                  | -                  | -           | -           | -           | 23     | 9      |
| Totale carriera          | Totale carriera          | Totale carriera          | 285        | 77         |                 | 62              | 19              |                    | 74                 | 15                 |             | 1           | 0           | 426    | 115    |

### Cronologia presenze e reti in nazionale
| Cronologia completa delle presenze e delle reti in nazionale ― Francia | Cronologia completa delle presenze e delle reti in nazionale ― Francia | Cronologia completa delle presenze e delle reti in nazionale ― Francia | Cronologia completa delle presenze e delle reti in nazionale ― Francia | Cronologia completa delle presenze e delle reti in nazionale ― Francia | Cronologia completa delle presenze e delle reti in nazionale ― Francia | Cronologia completa delle presenze e delle reti in nazionale ― Francia | Cronologia completa delle presenze e delle reti in nazionale ― Francia |
| Data                                                                   | Città                                                                  | In casa                                                                | Risultato                                                              | Ospiti                                                                 | Competizione                                                           | Reti                                                                   | Note                                                                   |
| ---------------------------------------------------------------------- | ---------------------------------------------------------------------- | ---------------------------------------------------------------------- | ---------------------------------------------------------------------- | ---------------------------------------------------------------------- | ---------------------------------------------------------------------- | ---------------------------------------------------------------------- | ---------------------------------------------------------------------- |
| 4-9-2015                                                               | Lisbona                                                                | Portogallo                                                             | 0 – 1                                                                  | Francia                                                                | Amichevole                                                             | -                                                                      | 74’                                                                    |
| 7-9-2015                                                               | Bordeaux                                                               | Francia                                                                | 2 – 1                                                                  | Serbia                                                                 | Amichevole                                                             | -                                                                      | 76’                                                                    |
| 8-10-2015                                                              | Nizza                                                                  | Francia                                                                | 4 – 0                                                                  | Armenia                                                                | Amichevole                                                             | -                                                                      | 62’                                                                    |
| 11-10-2015                                                             | Copenaghen                                                             | Danimarca                                                              | 1 – 2                                                                  | Francia                                                                | Amichevole                                                             | -                                                                      | 88’                                                                    |
| 13-11-2015                                                             | Saint-Denis                                                            | Francia                                                                | 2 – 0                                                                  | Germania                                                               | Amichevole                                                             | -                                                                      | 69’                                                                    |
| 17-11-2015                                                             | Londra                                                                 | Inghilterra                                                            | 2 – 0                                                                  | Francia                                                                | Amichevole                                                             | -                                                                      | 67’                                                                    |
| 25-3-2016                                                              | Amsterdam                                                              | Paesi Bassi                                                            | 2 – 3                                                                  | Francia                                                                | Amichevole                                                             | -                                                                      | 46’                                                                    |
| 29-3-2016                                                              | Nizza                                                                  | Francia                                                                | 4 – 2                                                                  | Russia                                                                 | Amichevole                                                             | -                                                                      | 46’                                                                    |
| 4-6-2016                                                               | Longeville-lès-Metz                                                    | Francia                                                                | 3 – 0                                                                  | Scozia                                                                 | Amichevole                                                             | -                                                                      | 46’                                                                    |
| 10-6-2016                                                              | Saint-Denis                                                            | Francia                                                                | 2 – 1                                                                  | Romania                                                                | Euro 2016 - 1º turno                                                   | -                                                                      | 77’                                                                    |
| 15-6-2016                                                              | Marsiglia                                                              | Francia                                                                | 2 – 0                                                                  | Albania                                                                | Euro 2016 - 1º turno                                                   | -                                                                      | 46’                                                                    |
| 10-7-2016                                                              | Parigi                                                                 | Francia                                                                | 0 – 1 dts                                                              | Portogallo                                                             | Euro 2016 - Finale                                                     | -                                                                      | 110’                                                                   |
| 1-9-2016                                                               | Bari                                                                   | Italia                                                                 | 1 – 3                                                                  | Francia                                                                | Amichevole                                                             | 1                                                                      | 46’                                                                    |
| 6-9-2016                                                               | Barysaŭ                                                                | Bielorussia                                                            | 0 – 0                                                                  | Francia                                                                | Qual. Mondiali 2018                                                    | -                                                                      | 57’                                                                    |
| 10-10-2016                                                             | Amsterdam                                                              | Paesi Bassi                                                            | 0 – 1                                                                  | Francia                                                                | Qual. Mondiali 2018                                                    | -                                                                      | 67’                                                                    |
| 10-11-2017                                                             | Saint-Denis                                                            | Francia                                                                | 2 – 0                                                                  | Galles                                                                 | Amichevole                                                             | -                                                                      | 73’                                                                    |
| 14-11-2017                                                             | Colonia                                                                | Germania                                                               | 2 – 2                                                                  | Francia                                                                | Amichevole                                                             | -                                                                      |                                                                        |
| 27-3-2018                                                              | San Pietroburgo                                                        | Russia                                                                 | 1 – 3                                                                  | Francia                                                                | Amichevole                                                             | -                                                                      | 58’                                                                    |
| 5-9-2020                                                               | Solna                                                                  | Svezia                                                                 | 0 – 1                                                                  | Francia                                                                | UEFA Nations League 2020-2021 - 1º turno                               | -                                                                      | 77’                                                                    |
| 8-9-2020                                                               | Saint-Denis                                                            | Francia                                                                | 4 – 2                                                                  | Croazia                                                                | UEFA Nations League 2020-2021 - 1º turno                               | -                                                                      |                                                                        |
| 7-10-2020                                                              | Saint-Denis                                                            | Francia                                                                | 7 – 1                                                                  | Ucraina                                                                | Amichevole                                                             | -                                                                      | 46’                                                                    |
| 11-10-2020                                                             | Saint-Denis                                                            | Francia                                                                | 0 – 0                                                                  | Portogallo                                                             | UEFA Nations League 2020-2021 - 1º turno                               | -                                                                      | 74’                                                                    |
| 14-10-2020                                                             | Zagabria                                                               | Croazia                                                                | 1 – 2                                                                  | Francia                                                                | UEFA Nations League 2020-2021 - 1º turno                               | -                                                                      | 62’                                                                    |
| 11-11-2020                                                             | Saint-Denis                                                            | Francia                                                                | 0 – 2                                                                  | Finlandia                                                              | Amichevole                                                             | -                                                                      | 57’                                                                    |
| 14-11-2020                                                             | Lisbona                                                                | Portogallo                                                             | 0 – 1                                                                  | Francia                                                                | UEFA Nations League 2020-2021 - 1º turno                               | -                                                                      | 78’                                                                    |
| 24-3-2021                                                              | Saint-Denis                                                            | Francia                                                                | 1 – 1                                                                  | Ucraina                                                                | Qual. Mondiali 2022                                                    | -                                                                      | 77’                                                                    |
| 28-3-2021                                                              | Astana                                                                 | Kazakistan                                                             | 0 – 2                                                                  | Francia                                                                | Qual. Mondiali 2022                                                    | -                                                                      | 59’                                                                    |
| 1-9-2021                                                               | Saint-Denis                                                            | Francia                                                                | 1 – 1                                                                  | Bosnia ed Erzegovina                                                   | Qual. Mondiali 2022                                                    | -                                                                      | 76’                                                                    |
| 4-9-2021                                                               | Kiev                                                                   | Ucraina                                                                | 1 – 1                                                                  | Francia                                                                | Qual. Mondiali 2022                                                    | 1                                                                      | 64’                                                                    |
| 7-9-2021                                                               | Décines-Charpieu                                                       | Francia                                                                | 2 – 0                                                                  | Finlandia                                                              | Qual. Mondiali 2022                                                    | -                                                                      | 80’                                                                    |
| Totale                                                                 |                                                                        | Presenze                                                               | 30                                                                     |                                                                        | Reti                                                                   | 2                                                                      |                                                                        |

| Cronologia completa delle presenze e delle reti in nazionale ― Francia under 21 | Cronologia completa delle presenze e delle reti in nazionale ― Francia under 21 | Cronologia completa delle presenze e delle reti in nazionale ― Francia under 21 | Cronologia completa delle presenze e delle reti in nazionale ― Francia under 21 | Cronologia completa delle presenze e delle reti in nazionale ― Francia under 21 | Cronologia completa delle presenze e delle reti in nazionale ― Francia under 21 | Cronologia completa delle presenze e delle reti in nazionale ― Francia under 21 | Cronologia completa delle presenze e delle reti in nazionale ― Francia under 21 |
| Data                                                                            | Città                                                                           | In casa                                                                         | Risultato                                                                       | Ospiti                                                                          | Competizione                                                                    | Reti                                                                            | Note                                                                            |
| ------------------------------------------------------------------------------- | ------------------------------------------------------------------------------- | ------------------------------------------------------------------------------- | ------------------------------------------------------------------------------- | ------------------------------------------------------------------------------- | ------------------------------------------------------------------------------- | ------------------------------------------------------------------------------- | ------------------------------------------------------------------------------- |
| 13-8-2013                                                                       | Saint-Denis                                                                     | Germania under 21                                                               | 5 – 0                                                                           | Francia under 21                                                                | Amichevole                                                                      | -                                                                               | 52’                                                                             |
| 5-9-2013                                                                        | Saint-Denis                                                                     | Francia under 21                                                                | 5 – 0                                                                           | Kazakistan under 21                                                             | Qual. Europeo Under-21 2015                                                     | 1                                                                               |                                                                                 |
| 9-9-2013                                                                        | Barysaŭ                                                                         | Bielorussia under 21                                                            | 1 – 2                                                                           | Francia under 21                                                                | Qual. Europeo Under-21 2015                                                     | -                                                                               | Ammonizione                                                                     |
| 10-10-2013                                                                      | Erevan                                                                          | Armenia under 21                                                                | 1 – 4                                                                           | Francia under 21                                                                | Qual. Europeo Under-21 2015                                                     | -                                                                               |                                                                                 |
| 14-10-2013                                                                      | Reykjavík                                                                       | Islanda under 21                                                                | 3 – 4                                                                           | Francia under 21                                                                | Qual. Europeo Under-21 2015                                                     | -                                                                               |                                                                                 |
| 14-11-2013                                                                      | Saint-Denis                                                                     | Francia under 21                                                                | 6 – 0                                                                           | Armenia under 21                                                                | Qual. Europeo Under-21 2015                                                     | 1                                                                               |                                                                                 |
| 18-11-2013                                                                      | Saint-Denis                                                                     | Francia under 21                                                                | 1 – 1                                                                           | Paesi Bassi under 21                                                            | Amichevole                                                                      | -                                                                               |                                                                                 |
| 4-3-2014                                                                        | Le Mans                                                                         | Francia under 21                                                                | 1 – 0                                                                           | Bielorussia under 21                                                            | Qual. Europeo Under-21 2015                                                     | -                                                                               |                                                                                 |
| 4-9-2014                                                                        | Astana                                                                          | Kazakistan under 21                                                             | 1 – 5                                                                           | Francia under 21                                                                | Qual. Europeo Under-21 2015                                                     | -                                                                               | 61’                                                                             |
| 8-9-2014                                                                        | Auxerre                                                                         | Francia under 21                                                                | 1 – 1                                                                           | Islanda under 21                                                                | Qual. Europeo Under-21 2015                                                     | -                                                                               | 74’                                                                             |
| 10-10-2014                                                                      | Le Mans                                                                         | Francia under 21                                                                | 2 – 0                                                                           | Svezia under 21                                                                 | Qual. Europeo Under-21 2015                                                     | -                                                                               | 61’                                                                             |
| 30-3-2015                                                                       | Sedan                                                                           | Francia under 21                                                                | 4 – 1                                                                           | Paesi Bassi under 21                                                            | Amichevole                                                                      | 2                                                                               |                                                                                 |
| Totale                                                                          |                                                                                 | Presenze                                                                        | 12                                                                              |                                                                                 | Reti                                                                            | 4                                                                               |                                                                                 |

## Palmarès

### Club

#### Competizioni nazionali
- Coppa d'Inghilterra: 2

Manchester United: 2015-2016, 2023-2024
- Community Shield: 1

Manchester United: 2016
- Coppa di Lega inglese: 2

Manchester United: 2016-2017, 2022-2023

#### Competizioni internazionali
- UEFA Europa League: 1

Manchester United: 2016-2017

### Nazionale
- UEFA Nations League: 1

2020-2021

### Individuale
- European Golden Boy: 1

2015
- FA Premier League Player of the Month: 1

2015-2016 - Settembre